# John Roberts
John Glover Roberts, Jr., född 27 januari 1955 i Buffalo, New York, är en amerikansk jurist. Roberts är chefsdomare i USA:s högsta domstol sedan september 2005. När han utsågs var han den yngsta chefsdomaren sedan John Marshall.

## Biografi
John Roberts föddes 1955 i en romersk-katolsk medelklassfamilj i Buffalo i New York som son till John G. Roberts, Sr. och Rosemary (född Podrasky). Fadern var chef inom stålföretaget Bethlehem Steel. Under Roberts tidiga barndom flyttade familjen till Long Beach i Indiana där han sedan växte upp. Han har tre systrar (Kathy, Peggy och Barbara).
Roberts avlade kandidatexamen i historia vid Harvard University 1976. Som historiestudent där fick han William Scott Ferguson-priset för uppsatsen Marxism and Bolshevism ; Theory and Practice. Därefter studerade Roberts vid Harvard Law School. Han var under sin studietid en av redaktörerna på tidskriften Harvard Law Review. 1979 avlade han juristexamen med magna cum laude.
Roberts gifte sig 1996 med Jane Marie Sullivan, med vilken han har två adopterade barn.

## Karriär
Efter juristexamen 1979 arbetade Robets som juridiskt biträde åt appellationsdomaren Henry Friendly. Under åren 1980 till 1981 var han biträde åt domaren i högsta domstolen William Rehnquist, som senare blev chefsdomare. Roberts har sagt sig ha en hög uppfattning om både Friendly och Rehnquist både som jurister och människor.
Efter Ronald Reagans tillträde som USA:s president 1981 blev Roberts utsedd till speciell assistent åt USA:s justitieminister William French Smith. 1982 avancerade Roberts till att istället få en viktig post under Vita husets juridiske rådgivare Fred Fielding i Reaganadministrationen. Mellan åren 1986–1989 var Roberts verksam vid advokatfirman Hogan & Hartson. 1989 återinträdde Roberts inom det federala rättsväsendet som förste vice statsåklagare. Roberts förde regeringens talan vid 39 juridiska fall inför högsta domstolen och vann 25 fall. 1992 nominerades han av George H.W. Bush till posten som appellationsdomare i Washington, D.C., men han bekräftades aldrig av senaten. Efter Bill Clintons seger vid presidentvalet 1992 återvände Roberts 1993 till advokatfirman Hogan & Hartson. Han arbetade även vid den juridiska fakulteten vid Georgetown University.
George W. Bush nominerade Roberts till appellationsdomare 2001. Utnämningen blockerades av USA:s senat, som hade en majoritet av demokratiska ledamöter. 2003 nominerades Roberts igen och godkändes som appellationsdomare. Mellan åren 2003–2005 var han domare vid United States Court of Appeals for the District of Columbia Circuit.
Roberts nominerades först som ordinarie domare i högsta domstolen av president George W. Bush den 19 juli 2005, sedan Sandra Day O'Connor meddelat sin avgång. Efter att den dåvarande chefsdomaren William Rehnquist avlidit den 3 september 2005 drog Bush tillbaka nomineringen av Roberts som ordinarie ledamot, för att istället nominera honom till ny chefsdomare i högsta domstolen. Han godkändes av senatens justitieutskott med röstsiffrorna 13-5 och av hela USA:s senat med röstsiffrorna 78-22. Roberts svors in som chefsdomare den 29 september 2005. Roberts blev därmed den yngsta chefsdomaren i högsta domstolen sedan John Marshall.

## Verksamhet i USA:s högsta domstol
Roberts har skildrats som en konsekvent förespråkare för konservativa principer av analytiker som Jeffrey Toobin.
Chefsdomaren rankas som nummer 63 i Forbes ranking under 2018 av "Världens mest mäktiga människor."
Roberts har jämförts och kontrasterats mot andra domstolsmedlemmar av kommentatorer. Roberts juridiska filosofi ses som mer moderat och försonlig än Antonin Scalias och Clarence Thomas. Roberts önskar mer enighet från domstolen. Roberts röstmönster är närmast anpassat till Samuel Alitos.

## Övrigt
- Roberts är den tredje chefsdomaren som är medlem av den romersk-katolska kyrkan. Roger B. Taney (1836–1864) och Edward Douglass White (1910–1921) var de två tidigare.